# Nomes da China

Zhōngguó (China) em caracteres tradicionais e simplificados.

O nome China, similar na maioria das línguas europeias, parece haver chegado à Europa desde o sul da Ásia, ainda que não haja evidências concluintes, o nome poderia ser precedido da Dinastia Qin, a primeira dinastia imperial. Na antiguidade, utilizou-se também o termo Catay, que tem a sua origem do povo altaico kitan, que fundou a Dinastia Liao no século X. Este é o nome no qual se chamava a China segundo relatos medievais europeus, como no livro Viagens de Marco Polo. O nome Catay, em ligeiras variantes, ainda convive com o nome habitual da China em alguns línguas, como o russo e o mongol. No século XVII, missionário jesuíta português Bento de Goes demonstraria que "a China" visitada por numerosos missionários europeus era o mesmo que o "Catay" de Marco Polo.
Em contextos geográfico-culturais, o nome "China" é utilizado em geral para se referir ao conjunto de territórios administrados pela República Popular da China mais a ilha de Taiwan, reivindicada pela República Popular, mas na realidade independente, baixo ao regime da República da China. A separação política de ambos os territórios desde 1949 faz com que seja frequente a utilização do termo "China", como equivalente ao estado da República Popular da China, especialmente em contextos políticos. Utiliza-se normalmente o termo China continental administrado pela República Popular da China, sem incluir as antigas colônias europeias de Macau e Hong Kong. Nota-se que esta terminação tem um sentido geopolítico, e não estreitamente geográfico; a ilha de Hainan, por exemplo, é considerada como parte da China continental, enquanto que a Península de Macau ou os novos territórios de Hong Kong não o são. Devido à ambiguidade atual no uso do termo "China", às vezes se usa a expressão Grande China (Dà Zhōnghuá, 大中华 / 大中華, en chinês), para se referir ao conjunto da China continental, Taiwan (República da China), Hong Kong e Macau.
Na língua chinesa, o país era antigamente denominado mediante o nome da dinastia governante. Desde a queda da última dinastia (a Dinastia Qing), o nome habitual do país é Zhongguó (simplificado: 中国, tradicional: 中國), que pode ser traduzido como "o país do centro". Outra variante do nome é Zhōnghuá (中华 / 中華), utilizado em nomes oficiais tanto da República Popular da China quanto da República da China, que pode ser abreviado simplesmente como Huá, como nome da agência chinesa oficial de notícias Xinhua (新华 / 新華 - "Nova China"). Ademais, também existem os nomes poéticos Huáxià (华夏 / 華夏) e Shénzhōu (神州).